# Volta ao Algarve de 2001
A 27.ª edição da Volta ao Algarve foi uma corrida de ciclismo de estrada por etapas que se celebrou em Portugal entre 11 e 15 de fevereiro de 2001 sobre um percurso de 855,2 quilómetros dividido em 5 etapas, com início na cidade de Tavira e final em Loulé.

## Etapas
| Etapa     | Localidades              | km    | Vencedor           | Segundo | Terceiro | Duração         | Velocidade média | Líder da geral   |
| 1.º etapa | Tavira - Tavira          | 171,7 | Endrio Leoni       |         |          | 4 h 17 min 30 S | 40,01 km h       | Endrio Leoni     |
| 2.º etapa | Castro Marim - Albufeira | 168,3 | Endrio Leoni       |         |          | 4 h 19 min 17 S | 38,95 km h       | Endrio Leoni     |
| 3.º etapa | Faro - Fóia              | 170,5 | José Azevedo       |         |          | 4 h 07 min 08 S | 41,39 km h       |                  |
| 4.º etapa | Portimão - Portimão      | 169,9 | Endrio Leoni       |         |          | 3 h 44 min 07 S | 45,49 km h       |                  |
| 5.º etapa | Loulé - Loulé            | 174,8 | Saulius Sarkauskas |         |          | 4 h 24 min 34 S | 39,64 km h       | Andrea Ferrigato |

## Classificações Secundárias
| Classificação por pontos       | Endrio Leoni X pts           |
| Classificação da montanha      | José Azevedo x pts           |
| Classificação da melhor equipa | Milaneza-MSS x h xx min xx s |

## Lista das equipas
| Alessio                | O.N.C.E.           | Milaneza-MSS        |
|                        |                    |                     |
| Porta Da Ravessa       | Gerolsteiner       | Rabobank            |
|                        |                    |                     |
| L.A.Pecol-Alpiarça     | Kelme-Costa Blanca | U.S. Postal Service |
|                        |                    |                     |
| iBanesto.com           | Euskaltel-Euskadi  | Mapei-Quick Step    |
|                        |                    |                     |
| Carvalhelhos-Boavista  | Barbot-Torriense   | Gresco-Tavira       |
|                        |                    |                     |
| Phonak Hearing Systems | Jodofer            | Cofidis             |
|                        |                    |                     |